# Casella postale

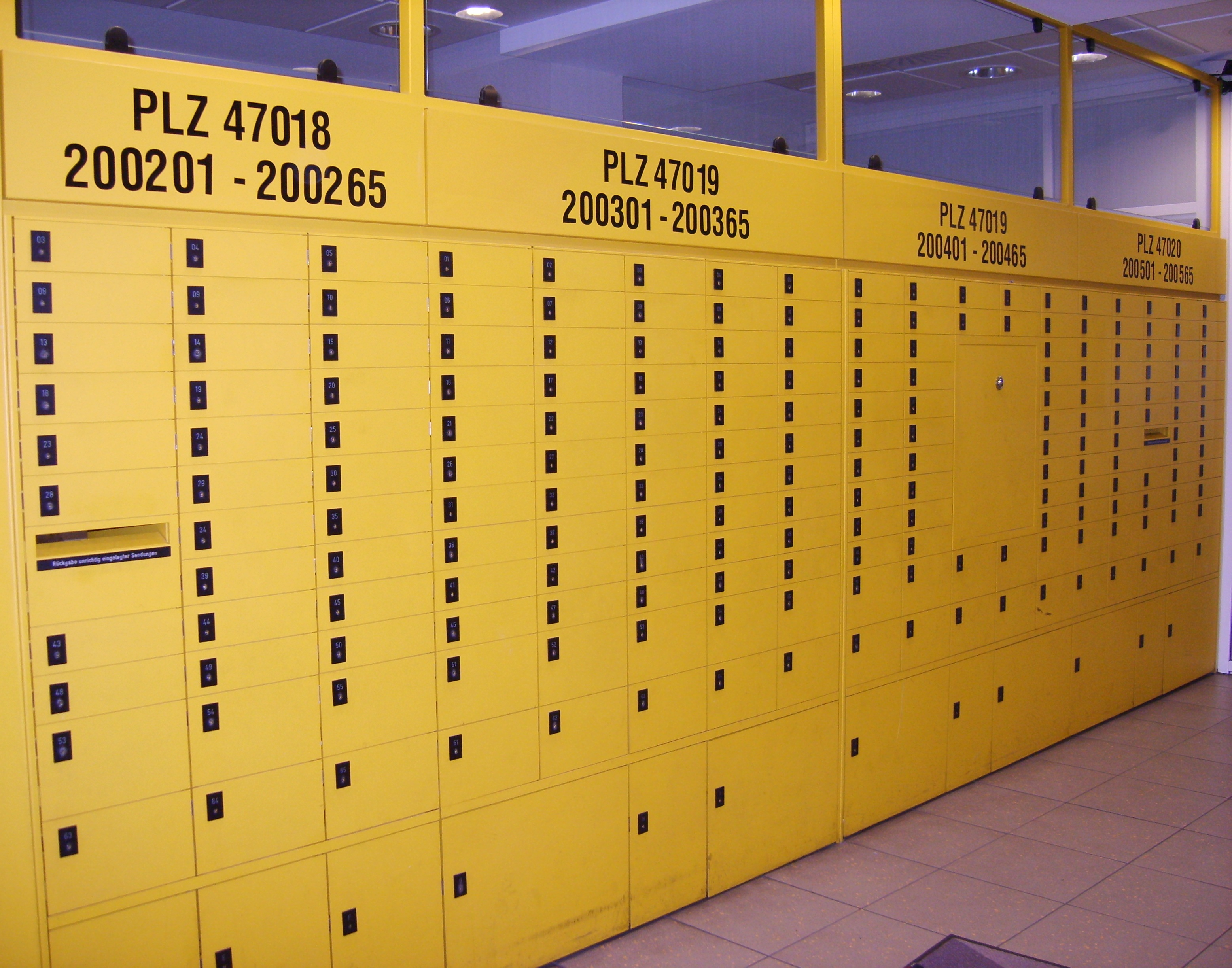
Caselle postali numerate con serratura delle poste tedesche

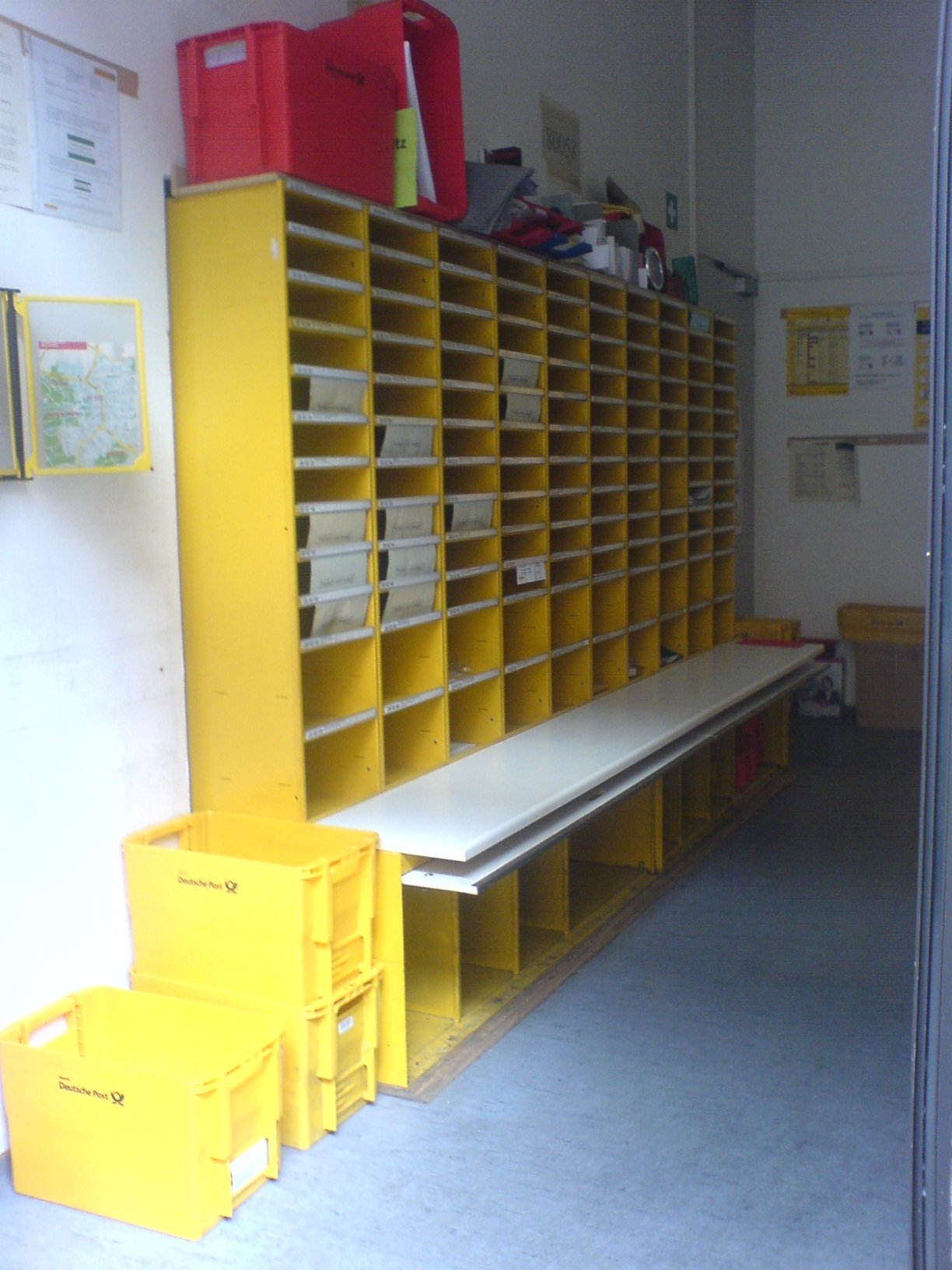
Caselle postali aperte delle poste tedesche

Una casella postale è una piccola locazione, solitamente numerata, che viene presa a nolo dal cliente di un servizio postale al fine di usarla come indirizzo per la corrispondenza.

## Tipi di casella

### Casella postale numerata con chiave
Una casella postale è identificata da un numero progressivo univoco, che contraddistingue anche la chiave della serratura della casella. Una copia della chiave viene consegnata al casellista per ritirare la posta, e l'altra copia resta all'addetto dell'ufficio postale (per inserire in casella la posta in arrivo). Di solito, il costo del noleggio aumenta all'aumentare delle dimensioni fisiche della casella.

### Casella postale aperta
In Italia esiste anche la casella postale "aperta", che non è numerata e non ha dimensioni prestabilite. Si dice "aperta" perché non è chiusa a chiave; di fatto è semplicemente uno spazio, eventualmente condiviso tra più casellisti, in cui l'ufficio deposita la corrispondenza destinata al casellista, il quale la ritirerà a mano allo sportello. Essendo priva di numerazione, questa casella viene indicata negli indirizzi postali come "casella postale aperta", oppure, in maniera più breve ma imprecisa, come "casella postale" senza altre indicazioni.
Le caselle aperte sono mediamente più economiche delle caselle tradizionali, perché non garantiscono lo stello livello di privacy di una casella tradizionale dotata di serratura a chiave. Nelle caselle aperte, la corrispondenza resta visibile dal personale dell'ufficio finché il casellista non passerà a ritirare la propria posta; nel caso della casella chiusa, invece, la posta non è visibile a nessuno (a partire dal momento in cui l'operatore la inserisce nella casella).

## Disponibilità e costi
In Italia, le caselle postali sono disponibili in alcuni uffici di Poste italiane e nella maggior parte delle filiali di aziende quali Mail Boxes Etc. ovvero servizi di corrispondenza e/o logistica presenti in tutto il mondo.
Mentre in Italia gli uffici postali dotati di casellario sono ormai diventati rari, gli uffici de La Posta Svizzera risultano avere una disponibilità molto maggiore, sebbene anch'essa destinata a diminuire.
A partire dai primi anni 2000, sia le Poste Italiane che La Posta Svizzera hanno notevolmente aumentato il costo del servizio, per esempio triplicandolo o quadruplicandolo, a partire da €100 all'anno per la casella più piccola. Per motivare questa scelta, viene generalmente addotta la scarsa redditività del servizio (per le Poste) e la non inclusione nel servizio postale universale.

## Come scrivere l'indirizzo della casella
Dal 2006, l'acronimo "C.P." non può più essere usato in Italia: in quell'anno, Poste Italiane ha emanato specifiche disposizioni sui format degli indirizzi, escludendo tale abbreviazione dal proprio siglario; è pertanto necessario che, nello spazio per l'indirizzo del destinatario, venga scritta per esteso la dicitura "casella postale". Pertanto, un esempio di indirizzo scritto correttamente è il seguente:
```
Mario Rossi
Ufficio San Damiano
Casella postale 999
20861 Brugherio (MB)

```